# Schronisko na Łopienniku
Schronisko na Łopienniku zwane również Chatką na Horodku – nieistniejące obecnie schronisko turystyczne (chatka studencka), położone na szczycie Horodka (889 m n.p.m.), na południe od szczytu Łopiennika (1069 m n.p.m.) w Bieszczadach Zachodnich.
Obiekt powstał w latach 50. XX wieku jako wojskowy posterunek obserwacyjno-meldunkowy; obok budynku znajdowała się drewniana wieża obserwacyjna. Po opuszczeniu obiektu przez wojsko, został on przejęty przez PTTK, które urządziło w nim niezagospodarowany schron turystyczny. Stan taki trwał od 1965 roku, kiedy budynek zagospodarowało Zrzeszenie Studentów Polskich z Warszawy, tworząc tu schronisko. Dysponowało ono 30 miejscami noclegowymi, nie było zelektryfikowane, a woda donoszona była z położonego poniżej źródła. Gospodarzami schroniska byli kolejno: Witold Cygan (do 1969 roku), Olgierd Łotoczko (do 1973 roku) oraz Maciej Pytel. Schronisko zostało zamknięte przez sanepid latem 1974 (oficjalnie z powodu braku wody i obecności myszy i pcheł), po czym spłonęło w 1977 roku (istnieją hipotezy, że zostało celowo podpalone).

## Piesze szlaki turystyczne
W pobliżu szczytu Horodka przebiega  z Łubnego i Jabłonek przez Łopiennik do Dołżycy i dalej przez Czereninę, Jaworzec na Przełęcz Mieczysława Orłowicza.